# Олександр Міллер (археолог)
Олександр Міллер (нар. 27 серпня 1875, Луганськ, Україна — † 12 січня 1935 Карлаг) — археолог українського походження, етнолог, музеєзнавець.
Був дійсним членом Державної академії історії матеріальної культури, професор археології Санкт-Петербурзького, далі Петроградського та Ленінградського університетів, членом ради Державної академії матеріальної культури, професором археології Санкт-Петербурзького та Ленінградського університетів, членом Ради Ермітажу, завідувачем Етнографічного відділу Російського музею Олександра III, а потім директором цього музею (з 1918 по 1923 роки).

## Життєпис
Народився в Луганську в Україні. Дитинство провів у родовому маєтку Кам’яно-Тузловському, Таганрозький округ, тепер Ростовська область. Після продажу маєтку родина переїхала до Таганрогу, де його батько — Олександр Міллер (1844—1916) — дійсний статський радник, був членом управи і займав посаду Таганрозького міського голови.
Отримав початкову домашню освіту. Потім навчався у Новочеркаському кадетському корпусі (1886—1893) та Миколаєвському інженерному училищі у Санкт-Петербурзі (1893—1896). Після закінчення був зачислений поручиком до 4-го Залізничного батальйону. Але кар’єра військового не захопила Олександра і у 1899 році він пішов у відставку, вирішивши зайнятися живописом. Він поїхав до Парижа, де поступив до Вищої Російської школи соціальних наук і одночасно до відомої художньої Академії Жуліана. Припинивши зайняття соціальними науками і зайнявшись живописом, він у 1906 набув славу як художник; його картини виставлялися у Паризькому салоні (на даний час фонди О.Міллера зберігаються в фондах Російського музею та Таганрозької картинної галереї). Також у Парижі, у 1901 році, О. Міллер поступив до Антропологічної школи, на археологічний відділ, не полишаючи живопис. Але археологія його захопила більш за живопис — окрім слухань лекцій у школі, займався ще у книгозбірні та археологічних музеях, поступово втягуючись у наукову діяльність. Закінчивши Антропологічну школу в 1904 році, з 1906 року Олександр Міллер цілком присвятив себе археології.
У 1907 році був запрошений на роботу до антропологічного відділу Російського музею і направлений у першу наукову експедицію до Абхазії та Калмикії. Після закінчення цієї роботи Міллер був призначений завідувачем відділу в Кавказа в Російському музеї. 1908 року він приступив до досліджень Єлизаветинського городища та курганних могильників у гирлах річки Дону. 1909 року — здійснив поїздку до Єлизаветопольської губернії для вивчення килимного виробництва, а також археологічна розвідка до Чорноморського узбережжя і розкопки у станиці Єлизаветинської, що у Ростовській області. У 1910 році — командировка до Кубанської області і Чорноморської губернії для вивчення культури черкесів і продовження розкопок кургана-могили у станиці Єлизаветівській. У 1911 році — перебував у Ахалицху та Тифлісі для вивчення ювелірної справи і продовження розкопок могил у станиці Єлизаветівській. У 1912 році — здійснив поїздку до Батумської області і Чорноморської губернії для етнографічної роботи, а у 1913 році — дов Криму для вивчення матеріальної культури татар, караїмів та ромів. У 1914 році були завершені розкопки некрополя скіфських часів у станиці Єлизаветівської і проведена археологічна розвідка уздовж північного берегу Мертвого Донцю.
1914—1916 – Міллер займався облаштуванням Етнографічного відділу Російського музею. У 1916 році, у зв’язку із тим, що тривала Перша світова війна, він був мобілізований до війська, але відразу ж відряджений у розташування музею. 1917 року – перебував у Таганрозі, у кінці серпня цього ж року повернувся до Петрограду. Після Жовтневої революції він, як колишній офіцер, мобілізований до більшовицької армії як Голова екзаменаційної комісії з комплектування спеціалістів Північно-Західного фронту. Але ця служба була короткою, у 1918 Міллера році обрали директором Російського музею в Петрограді. Наступні роки він займався музейною справою, брав участь в археологічних поїздках, був відряджений за кордон.
9 вересня 1933 року, після повернення із чергової експедиції із Північного Кавказу, Міллер був арештований і звинувачений у веденні націонал-фашистської пропаганди та використанні з цією метою наукової музейної роботи.
У 1934 році згідно рішення Особливої Наради при ОГПУ Ленінграда Олександр Міллер отримав п’ять років заслання і був висланий до Казахстану. Про смерть вченого-археолога точних свідчень немає. Згідно офіційних даних він помер від серцевого нападу у Карлазі 12 січня 1935 року. Реабілітований 28 листопада 1956 року.
У 1908—1910 роках О. Міллер був обраний дійсним членом Географічного, Археологічного та Доісторичного Товариств Франції. Був нагороджений у царські часи орденами Святої Анни, Святого Станіслава і Святого Володимира різних ступенів. Його брат — Михайло Міллер (1883—1968) — також був археологом.